# Kenyentulus anmashanus
Kenyentulus anmashanus är en urinsektsart som beskrevs av Chao, Lee och Chen 1998. Kenyentulus anmashanus ingår i släktet Kenyentulus och familjen lönntrevfotingar. Inga underarter finns listade i Catalogue of Life.